# Елен Левон
Елен Левон (англ. Elen Levon, 13 липня 1994 року, Україна ) — австралійська співачка, акторка і танцюристка українського походження.

## Ранні роки
Елен Левон народилася 13 липня 1994 року в Україні, невдовзі після її народження сім’я переїхала до Сіднею, Австралія. Вже з трьох років почала займатися балетом та іншими різними жанрами танців. Її мати працювала в індустрії моди, тому Елен змалку хотіла стати моделлю. У 6 років проявила талант до співу і вирішила присвятити цьому решту життя. Вступила до школи мистецтв, де вдосконалила свої хореографічні, вокальні та акторські навички.

## Кар'єра
У 2008 році Елен Левон стала частиною австралійського поп-гурту Panjo 5, що був сформований після реаліті-шоу талантів під назвою «Airtime», яке транслювалося на телеканалах Nickelodeon та Nine Network. Разом вони встигли випустити два сингли, та у листопаді 2009 року гурт остаточно розпався, не випустивши третього. Протягом першої половини 2011 року Левон підписала контракт з мережею нічних клубів «Ministry of Sound» як сольна виконавиця. Левон зіграла свій перший сольний концерт на найбільшому музичному фестивалі Австралії, «Supafest», а також гастролювала з такими зірками, як 50 Cent, G-Unit та Lil' Kim, на фестивалі Winterbeatz. Її дебютний сольний сингл «Naughty» вийшов 30 вересня 2011 року, досягши піку під номером 60 на австралійському «ARIA Singles Chart». Він також був показаний на телеканалі «Fox8» в рекламному ролику для американського телесеріалу «Пліткарка». 
На середину 2010-х Елен Левон продовжувала співпрацю з «Ministry of Sound», а також успішно працює в Європі, особливо в Італії.
Елен Левон знаходить натхнення в усіх жанрах музики, але найбільше її надихають такі суперзірки, як Мадонна та Майкл Джексон.

## Дискографія
| Рік  | Назва                                                  |
| ---- | ------------------------------------------------------ |
| 2011 | Party Up NuFirm Remix (за участю Israel Cruz та інших) |
| 2011 | Naughty (за участю Israel Cruz)                        |
| 2012 | Save My Life (за участю Israel Cruz)                   |
| 2012 | Sun Burns Out                                          |
| 2012 | Like a Girl In Love                                    |
| 2012 | Dancing to the Same Song                               |
| 2013 | Wild Child                                             |
| 2013 | Over My Head                                           |
| 2014 | Kingdom                                                |
| 2014 | Ah Yeah So What (Will Sparks & Wiley & Elen Levon)     |
| 2014 | Cool Enough (за участю Spada)                          |
| 2015 | Look The Other Way                                     |
| 2016 | Don't You Worry (за участю Spada)                      |